# بزرگراه هینز

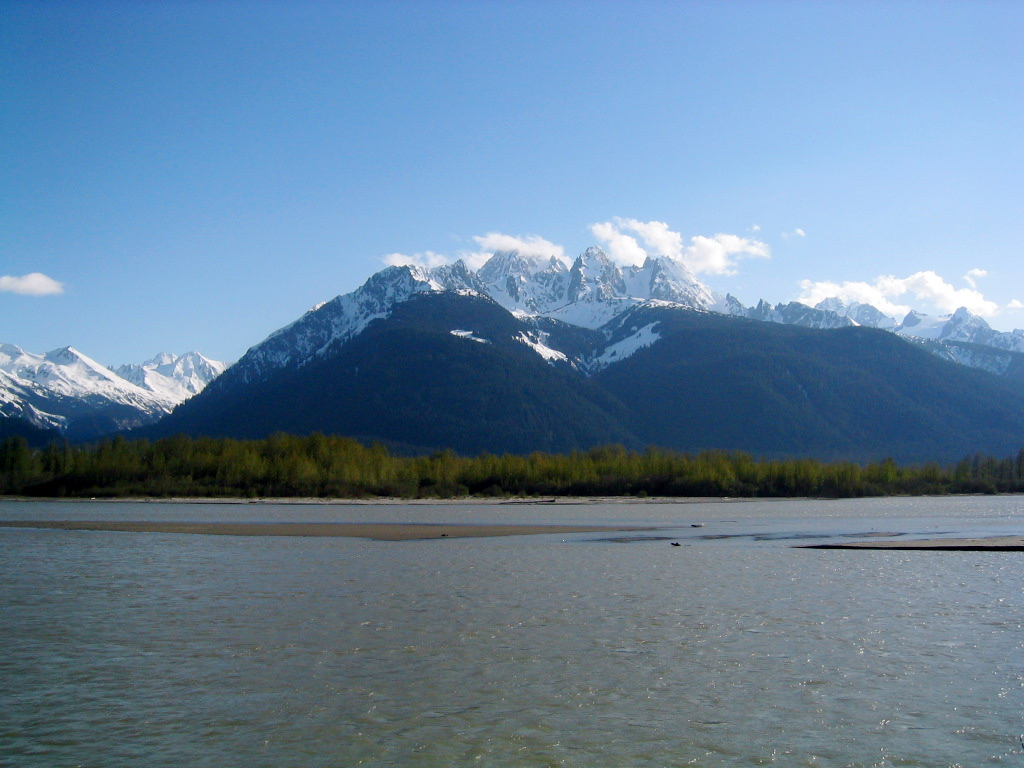
۸ مایلی - کوه امریک و رود چیکات

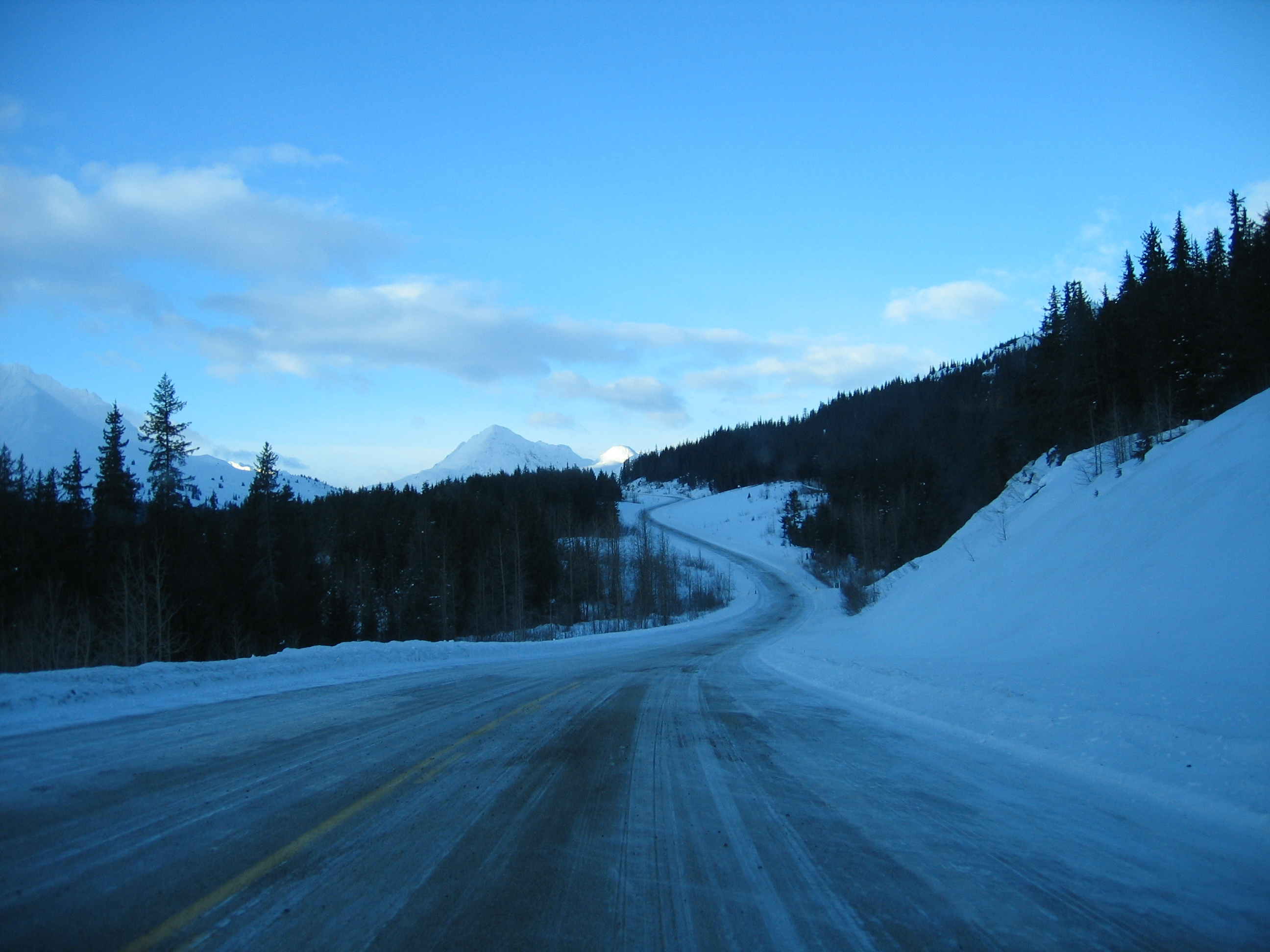
۴۶ مایلی در بریتیش کلمبیا

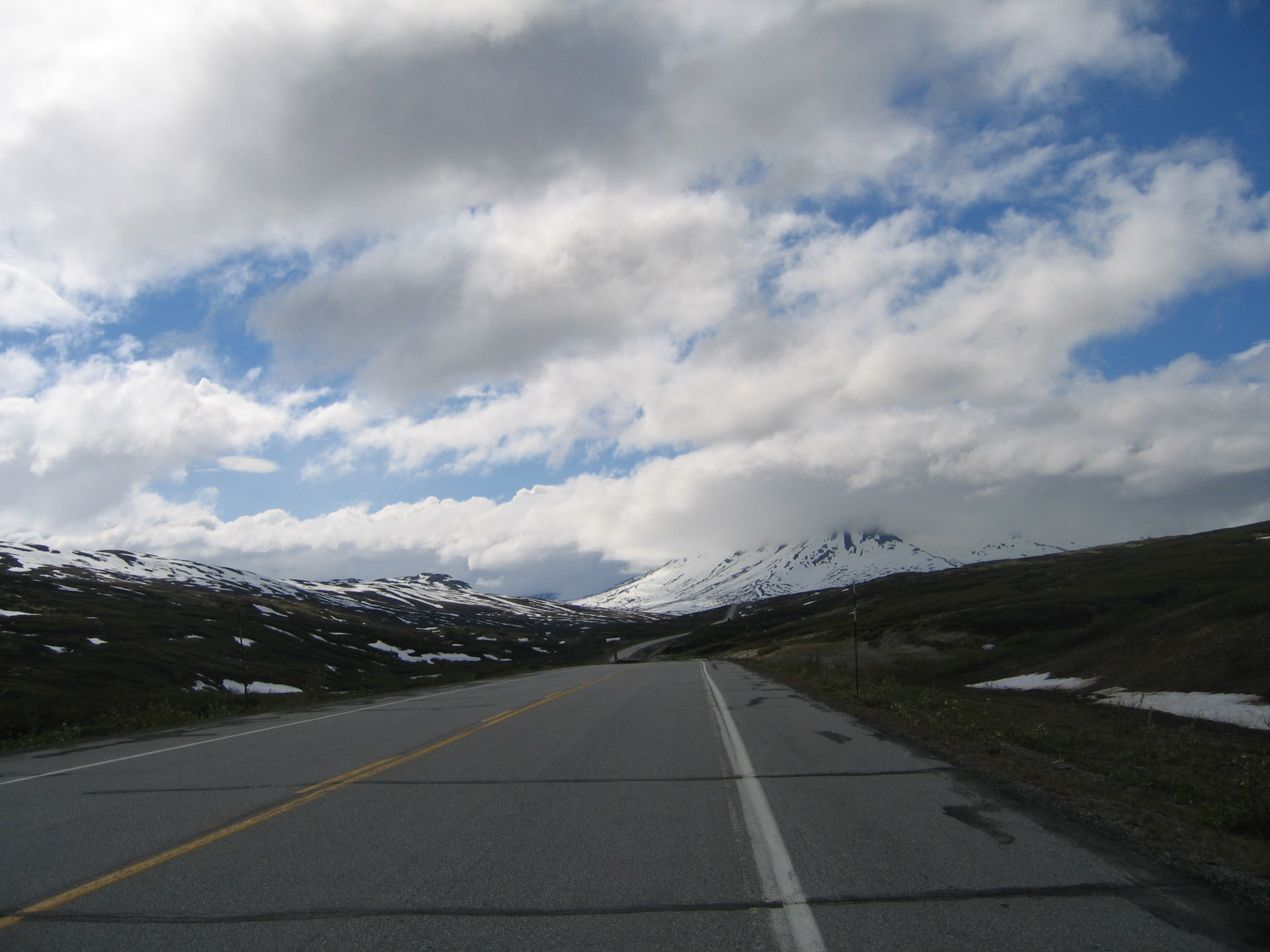
گذرگاه چیکات

بزرگراه هینز یا هاینز کات آف (و هنوز هم اغلب به نام جاده هینز شناخته می‌شود) بزرگراهی است که هینز، آلاسکا، در ایالات متحده را به هینز جانکشن، کانادا متصل می‌کند و از استان بریتیش کلمبیا می‌گذرد. این راه مسیر قدیمی دالتون را از بندر هینز در داخل کشور برای حدود ۱۸۰ کیلومتر (۱۱۰ مایل) دنبال می‌کند سپس به کلوکشو، یوکان ، و سپس به محل اتصال هاینس ادامه می‌دهد. طول بزرگراه حدود ۲۴۴ کیلومتر (۱۵۲ مایل) است، که ۷۲ کیلومتر (۴۵ مایل) در آلاسکا است.
این بزرگراه تا سال ۱۹۷۸ با نام بزرگراه ۴ یوکان شناخته می شد، زمانی که شماره آن به بزرگراه ۳ تغییر کرد. این شماره در بریتیش کلمبیا وجود ندارد، اما نسخه‌های مایل‌پست حداقل تا سال ۲۰۰۴ آن را به عنوان بزرگراه ۴ ذکر کرده‌اند، عددی که در واقع در جزیره ونکوور استفاده می‌شود. بخش آلاسکا بخشی از مسیر ۷ آلاسکا است.

## تاریخ
این مسیر در اصل مسیری بود که توسط تاجران چیکات تلینگیت استفاده می‌شد که در نهایت به مسیر دالتون تبدیل شد. این توسط برخی از کاوشگران در طول تب طلای کلوندایک در ۱۸۹۸-۱۸۹۹ استفاده شد. سایر معادن مسیر دالتون پایین را در طول سال‌های پس از تأسیس آن فعال نگه داشتند. دولت استانی بریتیش کلمبیا در سال ۱۹۰۹ زمانی که استخراج مس در کوپر باته و کوه گلاو آغاز شد، بخش خود را از مسیر به جاده واگن تبدیل کرد. در سال ۱۹۱۱، ۳۰ تن سنگ معدن از معادن آنجا حمل شد.
این بزرگراه توسط ارتش ایالات متحده در سال ۱۹۴۳ به عنوان یک مسیر جایگزین از اقیانوس آرام به بزرگراه آلاسکا ساخته شد، در صورتی که مسیر یوکان و راه‌آهن سفید از اسکاگوی مسدود شود. هزینه کل ساخت ۱۳ میلیون دلار آمریکا می‌شد.
در دهه‌های اول پس از جنگ، تعمیر و نگهداری در بهترین حالت مشکل بود. جاده در زمستان با کولاک و در تابستان با گل‌شار همراه بود و برای مدتی در دهه ۱۹۶۰ و ۱۹۷۰، تمام وسایل نقلیه ای که در بزرگراه تردد می‌کردند از طریق رادیو کنترل می‌شدند. دسترسی در تمام طول سال تا سال ۱۹۶۳ به دست نیامد.